# Enonvesi
L'Enonvesi ou Ala-Enonvesi est un lac de Savonie du Sud en Finlande.

## Géographie
Le lac est situé en Savonie du Sud, sur la commune d'Enonkoski. Il fait partie du système de drainage de la Vuoksi entre le Pyyvesi et le lac Haukivesi. L'Ylä-Enonvesi s'écoule dans l'Enonvesi par les chutes d'Enonkoski.